# 한방신
한방신(韓方信, ? ~ 1376년)은 고려 후기의 문신이다. 초명은 한달한(韓達漢)이다. 본관은 청주(淸州)로, 한악(韓渥)의 5남이다.

## 생애
장수다운 지략이 있어, 1355년(공민왕 4) 문과에 급제한 후 상장군(上將軍)에 올랐다.
1358년(공민왕 7) 삭방도군민만호부(朔方道軍民萬戶府)의 부만호(副萬戶), 동북면병마사(東北面兵馬使)를 차례로 역임했다.
1360년(공민왕 9) 직학사(直學士)로서 정당문학(政堂文學) 김득배(金得培)와 함께 문과를 주관해, 정몽주(鄭夢周) 등 33명을 급제시켰다.
이듬해 동북면도병마사(東北面都兵馬使)에 임명되었고, 1362년(공민왕 11) 개경(開京)을 수복할 때 안우(安祐) 등과 함께 참전했다.
이 공으로 정당문학으로 승진한 듯하며, 같은 해 서해도도순찰사(西海道都巡察使)에 임명되었다.
이듬해 개경 수복의 공을 인정받아 1등공신(一等功臣)에 책록되었고, 같은 해 원이 덕흥군(德興君) 혜(譓)를 고려 왕으로 추대하기 위해 역신 최유(崔濡)에게 원 군사 1만을 고려에 침입시키자, 도첨의평리(都僉議評理)로서 다시 동북면도병마사에 임명되어 도병마사(都兵馬使) 김귀(金貴)와 함께 화주(和州)에 진을 치고 동북면을 방어했다.
1364년(공민왕 13) 여진(女眞)의 삼선(三善)·삼개(三介)가 침입하여 화주·함주(咸州) 등을 함락시키자 한때 철관(鐵關)으로 후퇴했다가, 이성계(李成桂) 등과 함께 반격을 가하여 화주 이북의 실지(失地)를 회복했으며, 앞서 홍건적을 평정한 공으로 원에서 봉훈대부(奉訓大夫)의 품계와 비서감승(秘書監丞)의 벼슬을 받고, 고려에서는 서원군(西原君)에 봉해졌다.
1371년(공민왕 20) 문하찬성사(門下贊成事)로 승진했으나, 1374년 아들 한안(韓安)이 공민왕(恭愍王)을 시해한 사건에 연좌되어 멀리 유배되었고, 1376년(우왕 2) 대간(臺諫)의 상소로 아들 셋과 함께 처형되었다.